# Martin Maryland
Martin A-22 Maryland (oznaczenie francuskie Martin 167) – amerykański samolot bombowy z okresu II wojny światowej używany przez Francję i Wielką Brytanię.

## Historia

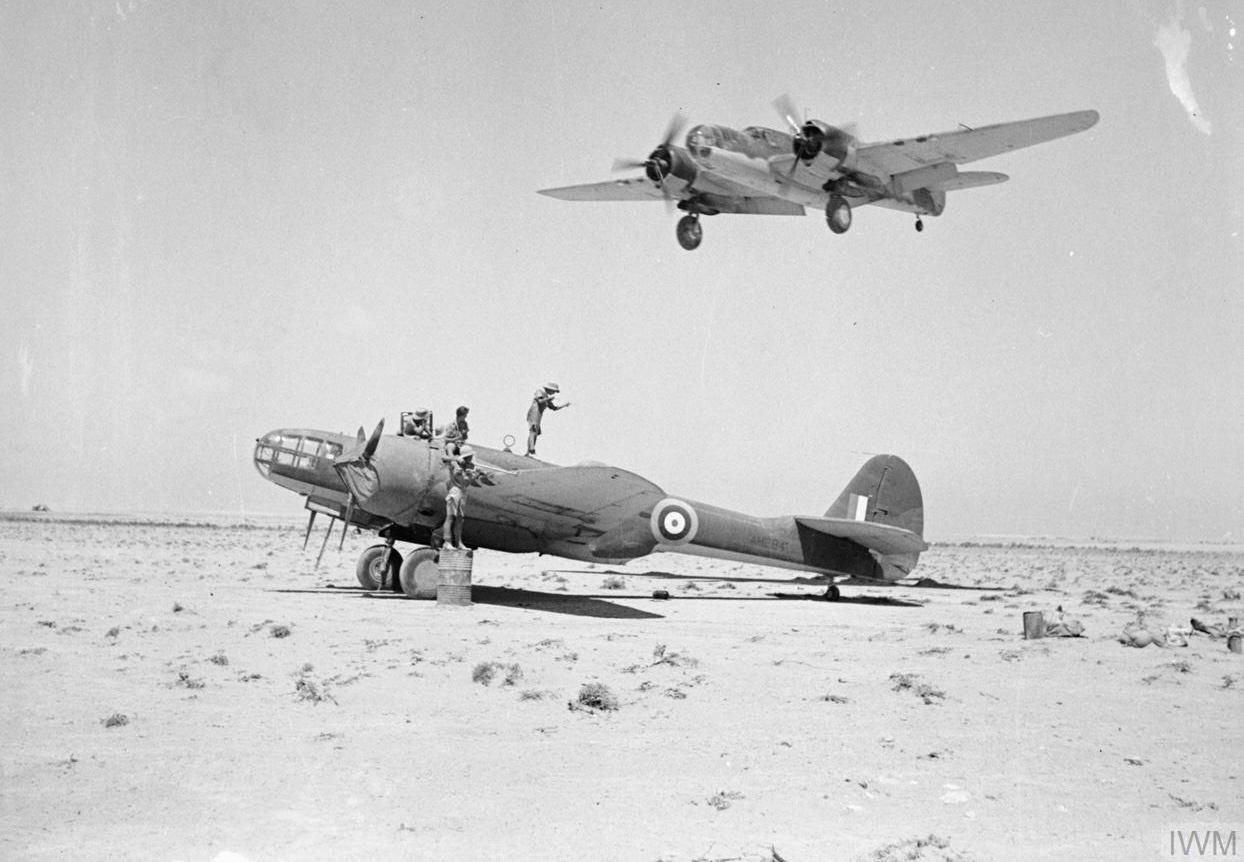
Dwa samoloty Martin Maryland Mk I należące do RAF-u w Afryce Północnej, 1941 lub 1942 roku

W połowie 1937 roku lotnictwo armii Stanów Zjednoczonych zamówiło w kilku wytwórniach lotniczych projekty nowego dwusilnikowego samolotu bombowego, który równocześnie mógłby wykonywać zadania szturmowe i rozpoznawcze.
Wśród firm, które zaprojektowały taki samolot, była również wytwórnia Glenn L. Martin Company, która w lipcu 1938 roku przedstawiła prototyp oznaczony jako Martin 167W (oznaczenie wojskowe XA-22). Do jego napędu użyto dwóch silników gwiazdowych Pratt & Whitney R-1830-37 Twin Wasp o mocy 1100 KM (810 kW) każdy. 
Samolot ten poddano próbom w locie i choć przebiegły one pomyślnie, lotnictwo armii USA zrezygnowało z jego zakupu. Natomiast zainteresowało się nim lotnictwo francuskie, które już w styczniu 1939 roku zamówiło partię tych samolotów, przy czym w samolocie tym zastosowano silniki gwiazdowe Wright R-1820 Cyclone 9 o mocy 950 KM (700 kW). Zamiast amerykańskich karabinów maszynowych zastosowano belgijskie karabiny maszynowe Browning FN wz. 1938 kal. 7,5 mm, a udźwig bomb wynosił 820 kg. Tak zbudowany samolot otrzymał oznaczenie fabryczne Martin 167F i francuskie oznaczenie wojskowe Martin 167A-3. 
Pierwsze samoloty Martin 167A-3 zaczęto dostarczać do Francji w listopadzie 1939; łącznie lotnictwo francuskie otrzymało do 1940 roku 185 samolotów tego typu.
Po upadku Francji (25 czerwca 1940 roku) zamówione przez Francję samoloty zostały przekazane Wielkiej Brytanii, przy czym zaczęto je wyposażać w nowe silniki Pratt & Whitney R-1830SC3-G Twin Wasp o mocy 1050 KM (773 kW). Tak zbudowany samolot otrzymał nowe oznaczenie Martin Maryland Mk. I. 
W 1941 roku opracowano kolejną wersję tego samolotu oznaczoną jako Martin Maryland Mk. II, która różniła się od poprzedniej zastosowaniem mocniejszych silników Pratt & Whitney R-1830-S3C4-G o mocy 1200 KM (883 kW)  i zastosowania karabinów maszynowych produkcji brytyjskiej. Była to ostatnia wersja tego samolotu.
Wersje samolotu Martin A-22 Maryland:
- XA-22 (Martin 167) – prototyp
- Martin 167A-3 (Martin 167F) – wersja seryjna produkowana dla Francji
- Martin Maryland Mk. I (Martin 167B) – wersja produkowana dla Wielkiej Brytanii
- Martin Maryland Mk II – wersja produkowana dla Wielkiej Brytanii z mocniejszymi silnikami i uzbrojeniem brytyjskim

Ostatecznie produkcję tego samolotu zakończono w 1941 roku. Łącznie w latach 1939–1941 wyprodukowano łącznie 496 sztuk samolotów wszystkich wersji (łącznie z prototypem).

### Służba w lotnictwie

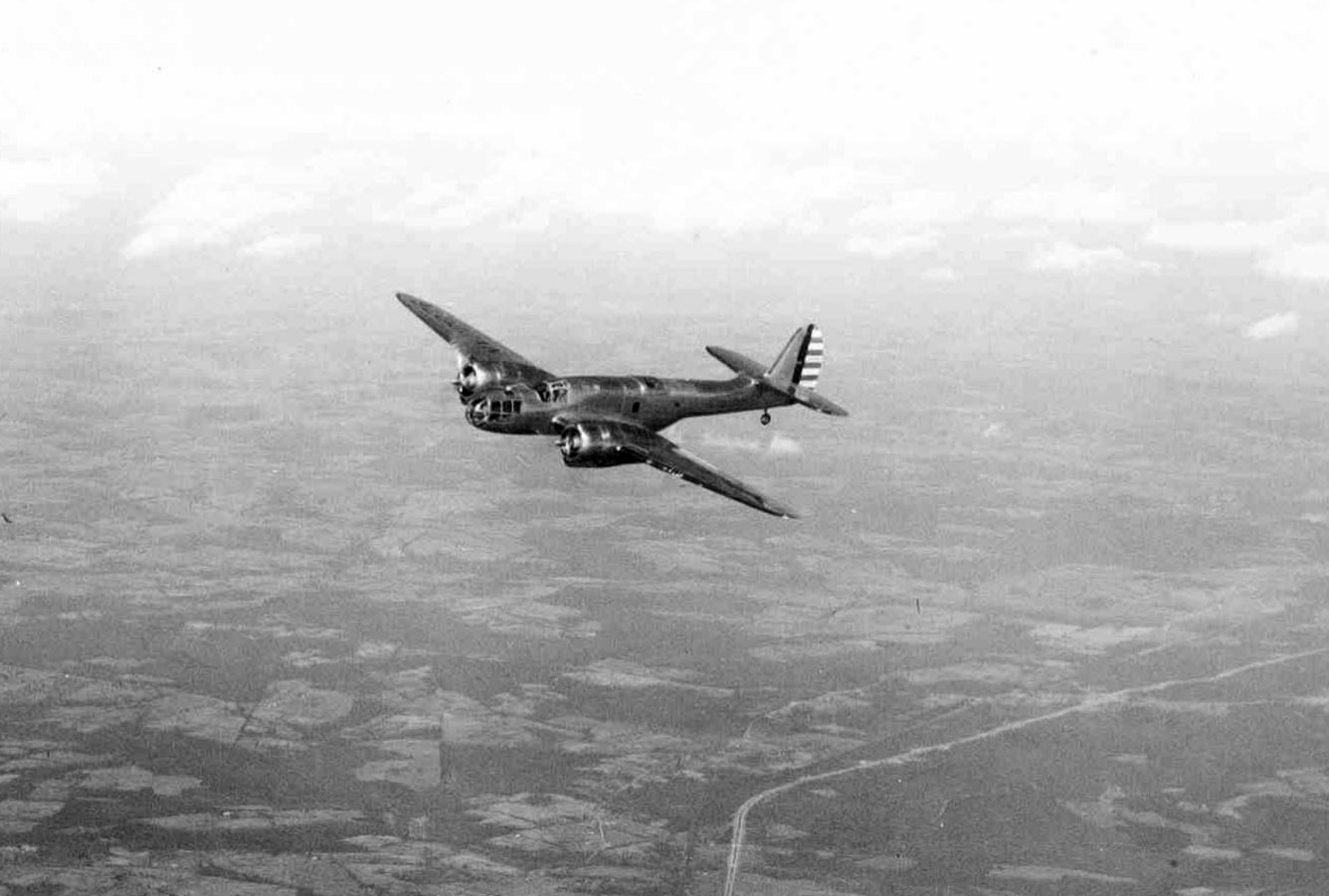
Prototyp Martin XA-22 w locie, 1939 rok

Samoloty Martin A-22 Maryland pod oznaczeniem Martin 167A-3 trafiły najpierw do lotnictwa francuskiego, gdzie od listopada 1939 roku były wprowadzane do lotnictwa bombowego i rozpoznawczego. W momencie ataku Niemiec na Francję znajdowały się one na wyposażeniu Grup Bombowych: GB I/39, GB I/62, GB II/62, GB I/63, GB II/63 oraz Grupy Rozpoznawczej GR I/22. 
W czasie kampanii francuskiej w okresie od 10 maja do 25 czerwca 1940 roku przeważnie do bombardowania kolumn pancernych i rozpoznania kierunków ich przemarszu. Po zakończeniu działań we Francji część tych samolotów ewakuowano do Afryki Północnej. Samoloty te weszły w skład lotnictwa rządu Vichy a część lotnictwa Wolnej Francji.
Samoloty przekazane Wielkiej Brytanii weszły w skład dywizjonów RAF: 8, 39, 69, 203 oraz 223 i 431 Skrzydła, gdzie używano ich do lotów rozpoznawczych, m.in. samoloty te z 771 dywizjonu Royal Navy brały udział w poszukiwaniu pancernika Bismarck. Później używano ich jako samoloty treningowe.
Samoloty w wersji Martin Maryland Mk II skierowano natomiast do brytyjskich dywizjonów na Bliskim Wschodzie i w Afryce Północnej: 12, 14/24, 16, 20, 21 i 60 oraz 32 Skrzydła, gdzie w latach 1941–1942 brały udział w bombardowaniu lotnisk i baz włoskich oraz niemieckich w Afryce i rejonie Morza Śródziemnego. Wykonywały one również loty rozpoznawcze w tym rejonie. 
Również w Afryce stosowało je lotnictwo Wolnej Francji w eskadrach bombowych: 2B, 3B, 5B, 6B i 7B.
Polscy piloci w latach 1940–1942 również używali tych samolotów, w latach 1940–1941 przechodzili na nich przeszkolenie w ośrodku SFTS w Kemble w Anglii a w okresie 1941–1942 roku dostarczali je lotem na trasie Takoradi–Kair. Należy tu dodać, że grupa polskich pilotów z grupy transportowej wzięła udział w ramach 431 Skrzydła RAF w lotach rozpoznawczych w Afryce na tych samolotach.

## Opis konstrukcji
Samolot Martin Maryland to jednopłatowy średniopłat o konstrukcji metalowej, kabiny zakryte, podwozie klasyczne z kółkiem ogonowym – wciągane w locie. Napęd stanowiły dwa silniki gwiazdowe, śmigło metalowe – trójłopatowe. 